# Lucy Anderson (musicienne)
Pour les articles homonymes, voir Lucy Anderson et Anderson.
Lucy Anderson, née Lucy Philpot, est une pianiste anglaise née le 12 décembre 1797 à Bath et morte le 24 décembre 1878 à Londres.

## Biographie
Lucy Philpot naît le 12 décembre 1797 à Bath,,.
Fille de John Philpot, professeur et vendeur de musique, elle étudie la musique auprès de son père et de son cousin James Windsor,,.
Vers 1818, elle s'installe à Londres, où elle se distingue comme interprète. En 1822, elle devient notamment la première femme pianiste à se produire lors d'un concert de la Philharmonic Society,.
En 1820, elle épouse le violoniste George Frederick Anderson, qui sera entre 1848 et 1870 Master of the Queen's Music,.
Lucy Anderson enseigne le piano à la reine Victoria ainsi qu'à ses enfants. Elle professe également à la Royal Academy of Music,.
Elle prend sa retraite en 1862 après avoir joué au concert du jubilé de la Société philharmonique à St James's Hall (en),.
Elle meurt le 12 décembre 1797 à Londres,, et est inhumée au cimetière de Kensal Green.